# 五车增十四
御夫座41，又名BD+48 1352，HD 42126、SAO 40924、HR 2175，是御夫座的一颗恒星，视星等为6.82，位于銀經164.97，銀緯13.95，其B1900.0坐标为赤經6h 3m 56.8s，赤緯+48° 13.95′ 1″。